# Helepolis

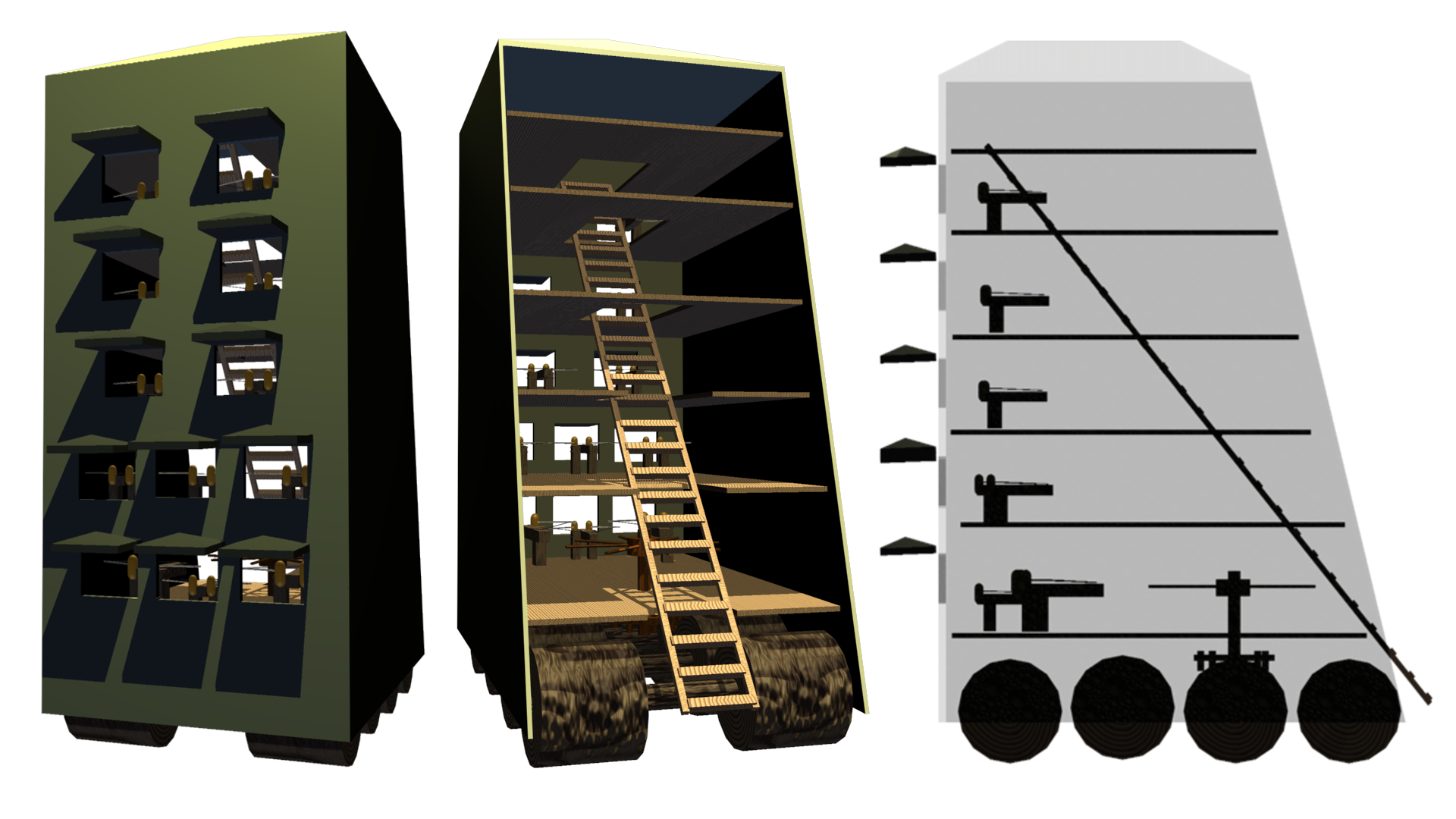
Helepolis met geschut.

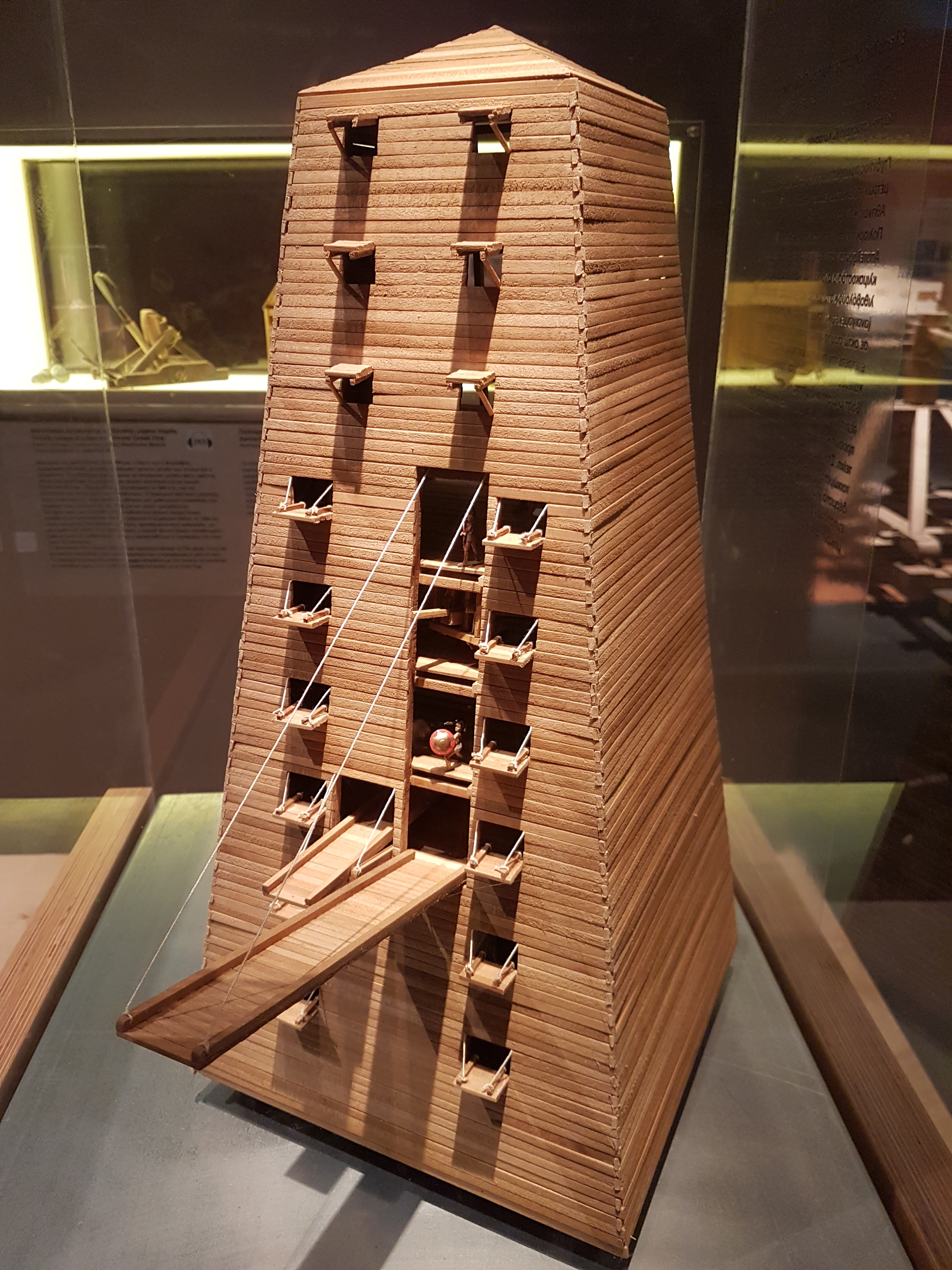
Model naar de helepolis gebruikt door Demetrios I Poliorketes (4e eeuw v.Chr.)

De helepolis (Oudgrieks: ἑλέπολις / helépolis; "innemer van steden") was een oud-Griekse belegeringsmachine, uitgevonden door Polyidos van Thessalië en verbeterd door Demetrios Poliorketes en Epimachos van Athene.
De helepolis was een zeer grote gepantserde belegeringstoren met ingebouwd geschut. De helepolis van Polyidos was 120 cubits hoog (± 53 meter), 23½ cubits breed (± 10½ meter) en liep boven schuin toe tot ⅘ van de basisbreedte. De toren had 20 verdiepingen en was bedekt met dierenhuiden als bescherming tegen pijlen.
Tijdens het beleg van Rodos zette Demetrios een helepolis in met een hoogte van 90 cubits (± 40 meter) en 9 verdiepingen, voortbewogen door 8 massieve wielen met een diameter van 8 cubits (± 3,6 meter). Op de onderste verdieping waren zeer grote ballista's geplaatst die pijlen van 3 talenten (circa 80 kilogram) konden afschieten. Op de andere verdiepingen stonden kleinere ballista's en steenwerpende katapulten, waarschijnlijk palintones. Dit torsiegeschut werd bediend door zo'n 200 manschappen.